# Wangchengzhuang
Wangchengzhuang (kinesiska: 王城庄, 王城庄乡) är en socken i Kina. Den ligger i provinsen Shanxi, i den norra delen av landet, omkring 230 kilometer nordost om provinshuvudstaden Taiyuan.
Genomsnittlig årsnederbörd är 623 millimeter. Den regnigaste månaden är juli, med i genomsnitt 148 mm nederbörd, och den torraste är januari, med 2 mm nederbörd.